# Rajdowe Mistrzostwa Słowacji

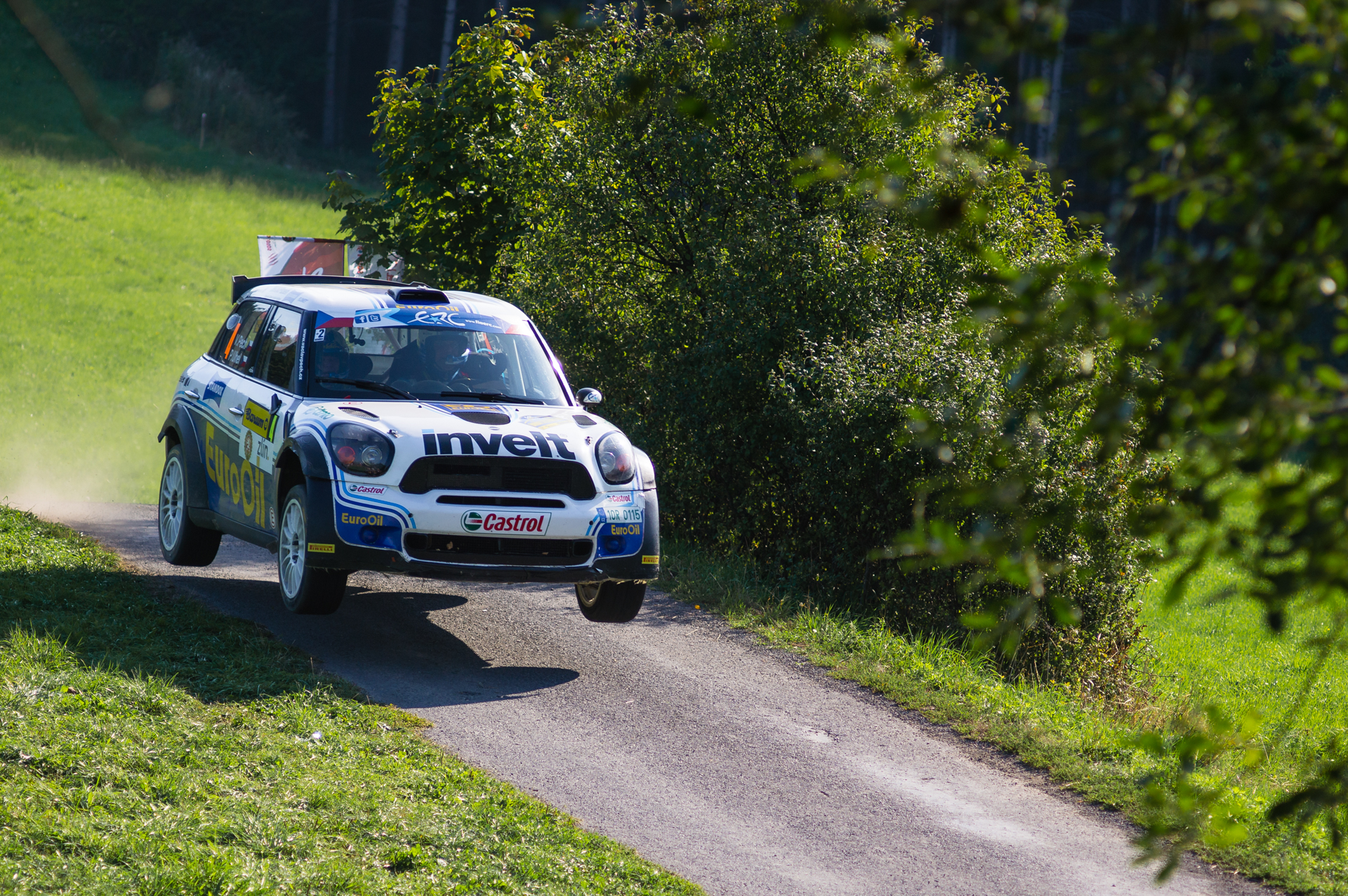
Trzykrotny mistrz Słowacji Václav Pech junior

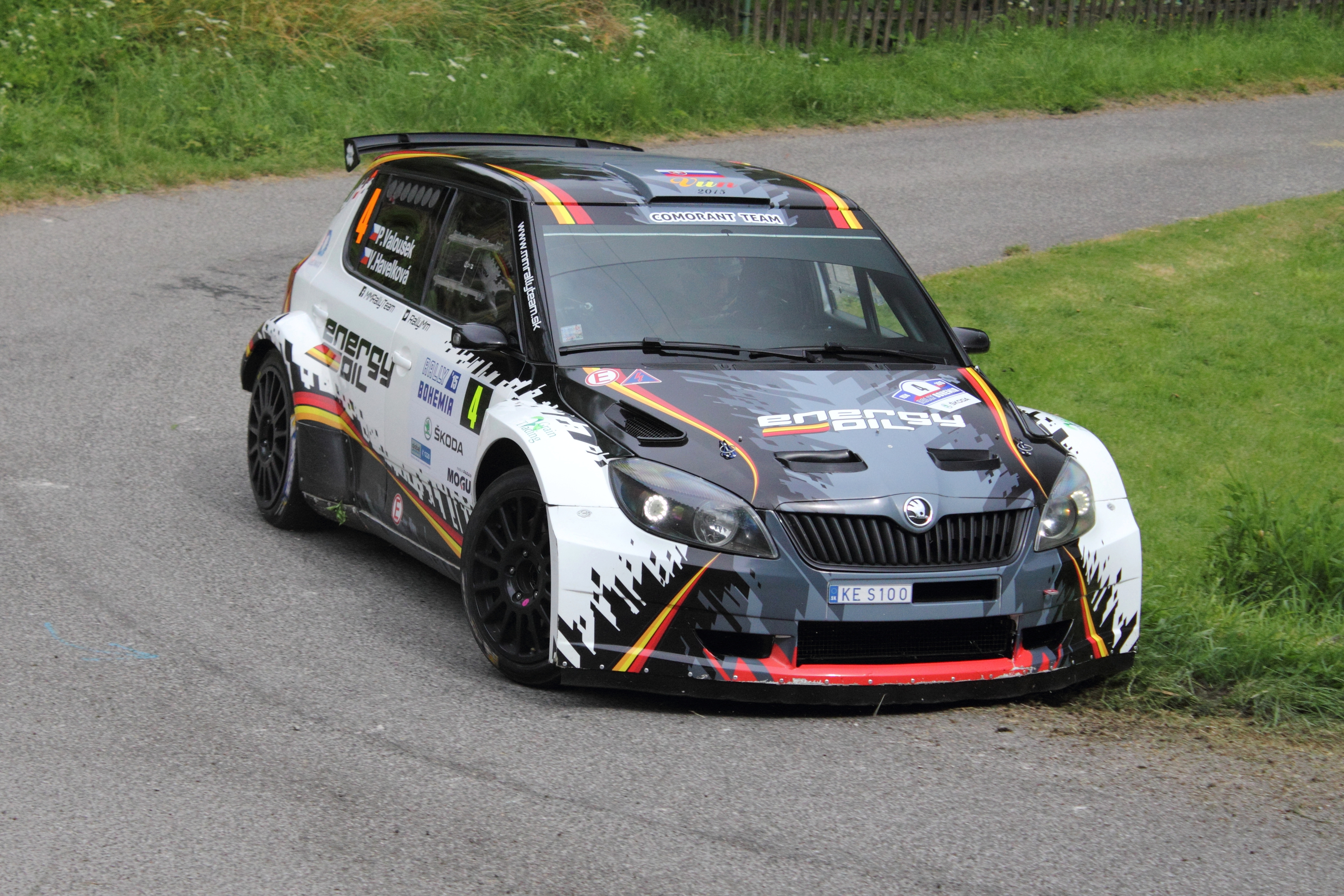
Dwukrotny mistrz Słowacji Pavel Valoušek

Rajdowe Mistrzostwa Słowacji (Majstrovstvá Slovenska) – coroczny cykl mistrzowski o tytuł mistrza Słowacji w rajdach samochodowych, składający się z kilku rund rozgrywanych na różnych nawierzchniach na terenie całego kraju. Pierwsze mistrzostwa odbyły się w roku 1994.

## Lista mistrzów Słowacji[1]
| Sezon | Mistrz              | Pilot              | Samochód                                  | Zespół                      |
| ----- | ------------------- | ------------------ | ----------------------------------------- | --------------------------- |
| 2022  | Grzegorz Grzyb      | Adam Binięda       | Škoda Fabia Rally2 evo                    | Rufa Motor-Sport            |
| 2021  | Grzegorz Grzyb      | Michał Poradzisz   | Škoda Fabia Rally2 evo                    | Rufa Sport                  |
| 2020  | Grzegorz Grzyb      | Michał Poradzisz   | Škoda Fabia Rally2 evo                    | Rufa Sport                  |
| 2019  | Martin Koči         | Radovan Mozner Jr  | Škoda Fabia R5                            | Škoda Slovakia Motorsport   |
| 2018  | Martin Koči         | Radovan Mozner Jr  | Škoda Fabia R5                            | Škoda Slovakia Motorsport   |
| 2017  | Pavel Valoušek      | Veronika Havelková | Ford Fiesta R5                            | Icari Rally Team            |
| 2016  | Pavel Valoušek      | Veronika Havelková | Škoda Fabia R5                            | Energy Oil Motorsport       |
| 2015  | Jaroslav Melichárek | Erik Melichárek    | Ford Fiesta RS WRC                        | Melico Racing               |
| 2014  | Grzegorz Grzyb      | Robert Hundla      | Škoda Fabia S2000                         | Rufa Sport                  |
| 2013  | Grzegorz Grzyb      | Robert Hundla      | Škoda Fabia S2000/Ford Focus RS WRC '08   | Rufa Sport                  |
| 2012  | Grzegorz Grzyb      | Robert Hundla      | Peugeot 207 S2000                         | Rufa Sport                  |
| 2011  | Jozef Béreš jun.    | Róbert Müller      | Škoda Fabia S2000                         | Styllex Motorsport s.r.o.   |
| 2010  | Jozef Béreš jun.    | Róbert Müller      | Škoda Fabia S2000                         | Styllex Motorsport s.r.o.   |
| 2009  | Jozef Béreš jun.    | Róbert Müller      | Peugeot 207 S2000                         | Styllex Motorsport s.r.o.   |
| 2008  | Jozef Béreš jun.    | Róbert Müller      | Fiat Abarth Grande Punto S2000            | Tempus Styllex              |
| 2007  | Václav Pech         | Petr Uhel          | Mitsubishi Lancer Evo IX                  | Čedok Slovakia              |
| 2006  | Grzegorz Grzyb      | Robert Hundla      | Mitsubishi Lancer Evo VIII                | K.I.T. Racing CS            |
| 2005  | Jozef Béreš jun.    | Petr Starý         | Subaru Impreza STi                        | Styllex Tuning Motorsport   |
| 2004  | Tibor Cserhalmi     | Martin Krajňák     | Mitsubishi Lancer Evo VII                 | Mimex Miva Motorsport       |
| 2003  | Václav Pech         | Petr Uhel          | Ford Focus RS WRC '02                     | Mikona Slovnaft Rally Team  |
| 2002  | Václav Pech         | Petr Uhel          | Ford Focus RS WRC '01                     | Mikona Slovnaft Rally Team  |
| 2001  | Janusz Kulig        | Emil Horniaček     | Toyota Corolla WRC                        | AMK Mikona                  |
| 2000  | Stanislav Chovanec  | Karel Holaň        | Ford Escort RS Cosworth/Škoda Octavia WRC | Matador Rally Team          |
| 1999  | Stanislav Chovanec  | Karel Holaň        | Ford Escort RS Cosworth                   | Matador Rally Team Slovakia |
| 1998  | Enrico Bertone      | Michal Kočí        | Toyota Celica GT-Four                     | Styllex Tuning Motorsport   |
| 1997  | Igor Drotár         | Vladimír Bánoci    | Toyota Celica GT-Four                     | Complex Košice              |
| 1996  | Stanislav Chovanec  | Henrich Kurus      | Ford Escort RS Cosworth                   | Matador Rally Team Slovakia |
| 1995  | Jozef Béreš         | Michal Kočí        | Ford Escort RS Cosworth                   | Styllex Tuning Motorsport   |
| 1994  | Jozef Béreš         | Michal Kočí        | Nissan Sunny GTI-R                        | Styllex Tuning Motorsport   |